# Wat Botum
Le Wat Botum Vathey (khmer : វត្តបុទម, « pagode de la fleur de lotus ») est un wat bouddhiste situé à Phnom Penh, au Cambodge. Il fait face au parc du Wat Botum, au sud du Palais royal de Phnom Penh.

## Histoire
Il aurait été construit en 1442, sous le règne de Ponhea Yat, dernier roi de l'Empire khmer. Il est l'un des plus importants wats de la ville. Il est à l'origine désignée « Khpop Ta Yang » ou « Tayawng ». Lors de la construction du palais royal vers 1860, il est confié à l'ordre de Dhammayuttika Nikaya. Il est renommé « Botum » par le moine Kantie Topodae. De nombreuses personnalités cambodgiennes sont inhumés sur le site. Plusieurs bhikkhus célèbres y ont été ordonnés.

## Source
- (en) Cet article est partiellement ou en totalité issu de l’article de Wikipédia en anglais intitulé « Wat Botum » (voir la liste des auteurs).